# Stories of Our Lives
Stories of Our Lives és una pel·lícula keniana, estrenada el 2014. Creada pels membres de The Nest Collective, un col·lectiu artístic de Nairobi, la pel·lícula és una antologia de cinc curtmetratges que dramatitzen històries reals de la vida LGBT a Kenya. Va guanyar el premi del Públic a la XXI Fire!! Mostra Internacional de Cinema Gai i Lesbià (2016).

## Argument
Les cinc vinyetes que componen la pel·lícula són les següents:

### Ask Me Nicely
La Kate (Kelly Gichohi), una jove estudiant de secundària rebel, es troba amb la Faith, una companya d'estudiant als passadissos de l'escola. Comencen una relació secreta, fins que el director de l'escola pren mesures per separar-les amb la suspensió de Kate de l'escola. Mentre està lluny de l'escola, la Kate té una trobada sexual amb un noi impulsivament al seu barri. A la seva tornada, Kate li explica a la Faith la trobada amb el noi. Això molesta a la Faith, cosa que porta al final de la seva relació.

### Run
Després de negociar un acord comercial amb un duplicador de discos, Patrick (Paul Ogola) es troba en un bar gai local mentre camina amb el seu millor amic, Kama. Kama expressa sentiments negatius sobre el bar mentre passen per davant. Patrick torna més tard al club per sortir a la nit, amb l'esperança que ningú el descobreixi. Kama veu que Patrick surt del bar i tenen una confrontació violenta al respecte. Patrick fuig per escapar de la lluita.

### Athman
Els treballadors agrícoles Ray i Athman són amics íntims des de fa anys. Ferit per la relació coqueta d'Athman amb la nouvinguda Fiona, Ray té una conversa incòmode amb l'Athman sobre la seva relació. Athman reitera que no està interessat en una relació sexual amb Ray. Es reconcilien, llavors en Ray li pregunta a l'Athman si pot besar-lo. L'Athman queda sorprès per la pregunta i se'n va, incòmode. Els dos es reconcilien de nou l'endemà, però en Ray decideix abandonar la granja.

### Duet
Jeff (Mugambi Nthiga), un investigador que visita el Regne Unit per a una conferència, contracta l'escorta Roman per a una sessió d'una hora a la seva habitació d'hotel. Roman (Louis Brooke) arriba, i sentint l'ansietat de Jeff, intenta calmar-lo. Jeff pregunta si poden parlar una mica abans de fer qualsevol activitat física. Els dos s'asseuen i mantenen una conversa sobre relacions entre races. Aleshores, Roman ofereix a Jeff un massatge, cosa que fa que Jeff estigui menys ansiós. Els dos procedeixen per després sortir.

### Each Night I Dream
Liz (Rose Njenga), visualitza plans d'escapada dramàtics per a ella i per a la seva parella Achi quan els legisladors locals amenacen amb fer complir les lleis contra els gais.

## Producció
Stories of Our Lives va començar com un projecte de documentació del Nest Collective. El col·lectiu va viatjar per Kenya, gravant entrevistes d'àudio amb persones que s'identificaven com LGBTIQ. Aquests enregistraments van formar la base per a les vinyetes de la pel·lícula. Els 15.000 dòlars de la pel·lícula provenien d'Uhai/EASHRI, un fons de drets sexuals de l'Àfrica oriental amb seu a Nairobi, Kenya, i va ser rodat pel col·lectiu durant un període de vuit mesos utilitzant una única càmera de vídeo Canon DSLR.

## Estrena
Degut a l'estatut legal de l'homosexualitat a Kenya podria haver posat els membres del col·lectiu en risc d'arrest, els membres individuals del col·lectiu van romandre anònims als crèdits de la pel·lícula. Quan la pel·lícula es va estrenar al Festival Internacional de Cinema de Toronto el setembre de 2014, tres dels membres del col·lectiu, Jim Chuchu, George Gachara i Njoki Ngumi, van optar per revelar els seus noms en una entrevista amb el diari LGBT de Toronto Xtra!.

### Controvèrsia
La Kenya Film Classification Board va rebutjar la pel·lícula per la seva distribució i projecció a Kenya, perquè la pel·lícula "promou l'homosexualitat, que és contrària a les normes i valors nacionals" de Kenya. El productor executiu Gachara va ser arrestat posteriorment amb l'acusació d'infringir la Llei de pel·lícules i obres teatrals del país per haver rodat la pel·lícula sense una llicència del Departament de Serveis Cinematogràfics de Kenya. Els càrrecs contra Gachara es van retirar el març de 2015, tot i que la pel·lícula en si ha continuat prohibida a Kenya.

### Resposta crítica
Stories of Our Lives ha rebut crítiques positives. Les ressenyes del Huffington Post van descriure la pel·lícula com una "retrat íntim i magistral de la comunitat LGBT de Kenya" i "una de les pel·lícules més triomfals i sorprenents de l'any". Les ressenyes d'IndieWire també van descriure la pel·lícula com "una petita pel·lícula preciosa sobre l'amor, sobre la humanitat, sobre un dels les moltes facetes del que significa ser africà".
La pel·lícula va guanyar un premi del jurat del Premi Teddy al 65è Festival Internacional de Cinema de Berlín i va quedar segon al Premi del Públic Panorama.

## Música
La partitura original de la pel·lícula i algunes cançons van ser compostes i produïdes pel director de la pel·lícula, Jim Chuchu. Les cançons de Jim Chuchu es van publicar com a descàrrega gratuïta a Bandcamp el 24 de setembre de 2014.